# Chiesa di Sant'Angelo al Cantagallo
La chiesa di Sant'Angelo al Cantagallo è un luogo di culto cattolico edificato all'interno dell'area di servizio di Cantagallo, al km 198 dell'autostrada A1, nel comune di Casalecchio di Reno (BO).

## Storia
La chiesa fu costruita nel 1966 dalla famiglia Motta, proprietaria dell'omonima azienda in memoria del fondatore, il cav. Angelo Motta, scomparso alcuni anni prima.
L'inaugurazione avvenne il 15 aprile 1966 alla presenza dell’arcivescovo di Bologna, card. Giacomo Lercaro, e dei dirigenti della Società Concessioni e Costruzioni Autostrade S.p.A., oggi Autostrade per l'Italia. 
Nella stessa giornata furono inaugurate anche alcune attività ospitate nel grande edificio a ponte dell'area di servizio, all'epoca appartenente alla Famiglia Motta. 
Due anni dopo, nel 1968, una chiesa analoga, denominata Chiesa del Viaggiatore, fu costruita dalla famiglia Motta anche nell'area di sosta di Limenella Ovest, sull'autostrada A4.

## Stile

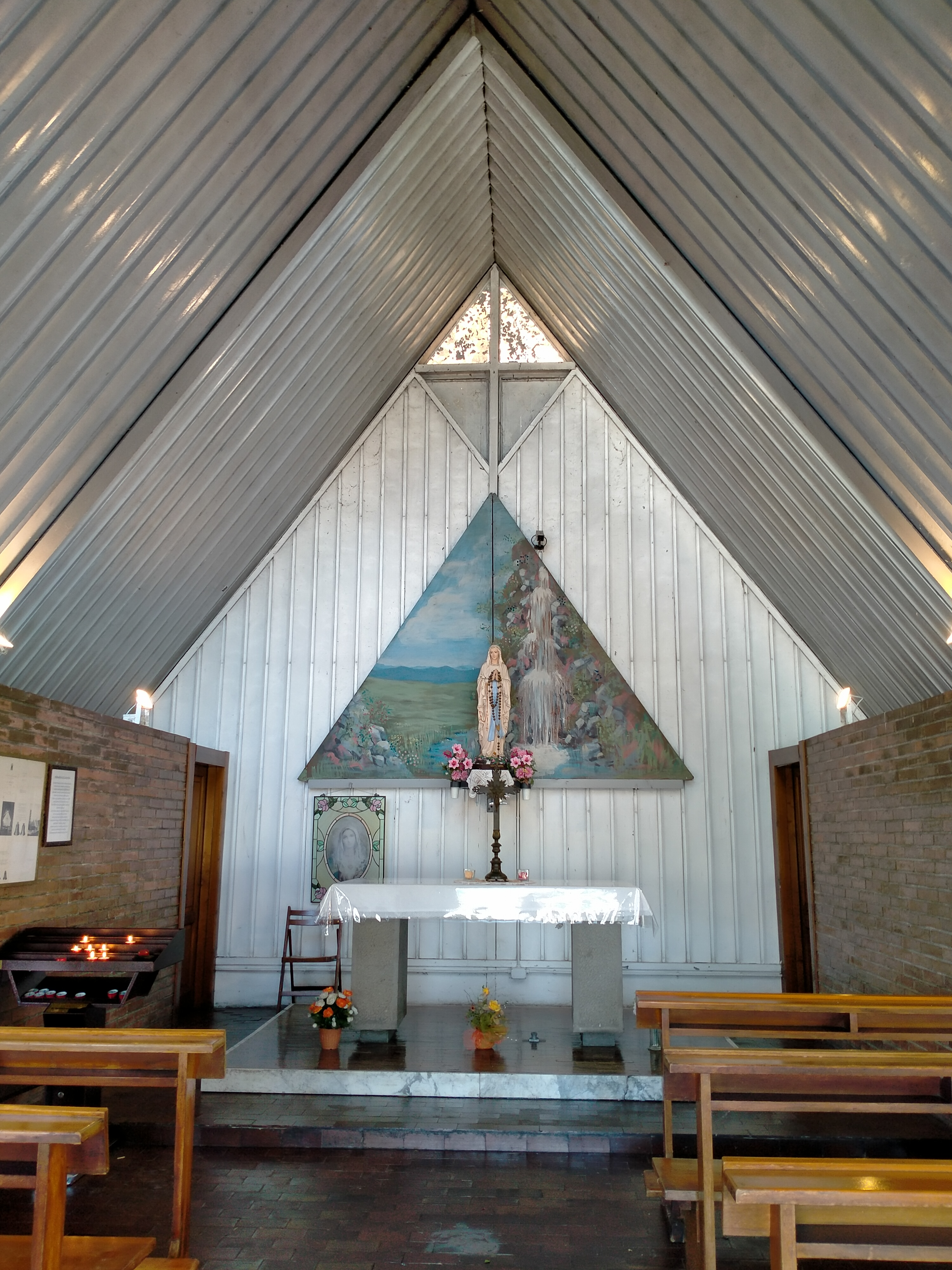
Chiesa di Sant'Angelo al Cantagallo, interno

Progettata dall'architetto Melchiorre Bega, il piccolo edificio presenta un tetto spiovente, tipico delle cappelle alpine. La chiesa è dotata di un campanile a struttura reticolare con quattro campane di diverse dimensioni, come previsto dalla tradizione bolognese.